# Constants de Champernowne

Gràfic amb els primers 161 termes de la fracció continua de la desena constant de Champernowne. El 4t, 18è, 40è i 101è termes són molt majors que 270, de manera que no apareixen al gràfic.

Les constants de Champernowne són una sèrie de nombres reals construïts per tal de ser b-normals (la segona constant de Champernowne o constant binària de Champernowne és 2-normal, la tercera o ternària és 3-normal...). Es construeixen a partir de la segona constant (o constant binària) com el nombre entre 0 i 1 obtingut concatenant els nombres naturals en base b als dígits decimals. Així, les primeres constants de Champernowne són:
- Constant binària: 0,1 10 11 100 101 110 ...₂
- Constant ternària: 0,1 2 10 11 12 20 21 ...₃
- Constant quaternària: 0,1 2 3 10 11 12 ...₄

La desena constant de Champernowne, sovint coneguda senzillament com a constant de Champernowne, pren el valor 0,12345678910111213... i és la més popular, perquè és un nombre normal en base 10.
Reben el nom del matemàtic que les definí per primera vegada l'any 1933, l'anglès David Champernowne.

## Errors de concepte freqüents
No s'ha de confondre la constant de Champernowne b-ària amb la (desena) constant de Champernowne en base b. Com és fàcil veure, la constant de Champernowne 0,12345...10 en base 2 s'expressa 0,00011...₂, mentre que la constant binària val 0,11011...₂